# محل سليمان (قفل شمر)

تعديل مصدري - تعديل

محل سليمان هي إحدى قرى عزلة المخلاف بمديرية قفل شمر التابعة لمحافظة حجة، بلغ تعداد سكانها 140 نسمة حسب تعداد اليمن لعام 2004.